# تام بئری
تام بئری (به انگلیسی: Tom Be'eri) (زادهٔ ۱۷ مهٔ ۱۹۸۶) شناگر اهل اسرائیل است.